# Ramské jezero
Ramské jezero (chorvatsky Ramsko jezero) se nachází v jihozápadní části Bosny a Hercegoviny (opčina Prozor-Rama). Vzniklo v roce 1968 jako umělé jezero přehrazením řeky Rama (poblíž vesnice Mluša). Jezero je dlouhé až 12 km; s četnými ostrovy a výběžky a jeho hloubka dosahuje u hráze až 95 m. Jeho rozloha je 15,5 km2.
Jezero vodou plní kromě Ramy samotné také několik dalších, menších řek. Velmi rychle a dobře se plní v jarních měsících, kdy v okolních horách taje sníh, v létě je jeho hladina obvykle nižší z důvodu nedostatku srážek.
Největší ostrov Ramského jezera, Šćit, byl po napuštění nádrže spojen s pevninou náspem. Další dva menší ostrůvky, Umac a Škarine jsou odděleny od pevniny zcela. Na prvním z trojice ostrovů se nachází františkánský klášter.